# Konzerviranje-restauriranje okvira slika
Konzerviranje-restauriranje okvira slike postupak je kojim se aktivno djeluje na očuvanju okvira starih i novijih slika. Konzervacija i restauracija uključuje i čišćenje i nadoknadu izgubljene ornamentacije te pozlatu i eventualno toniranje.
Svrha okvira slike jest dvojaka: okvir štiti sliku i doprinosi njezinu strukturalnom integritetu te je vizualno ističe.

## Procjena autentičnosti okvira za slike
Utvrđivanje autentičnosti okvira važno je za razumijevanje međuodnosa njega i slike. Okvir se smatra izvornim ako zadovoljava sljedeće kriterije: 
- ako je okvir kreirao i dizajnirao ili odabrao umjetnik
- ako je okvir odabrao prvotni vlasnik ili trgovac slikama
- ako je okvir primjeren razdoblju iz kojeg je i slika te je nastao u isto vrijeme
- ako se radi o galerijskom okviru
- ako je okvir replika izvornog okvira

Autentičan, izvoran okvir odražava duh vremena u kojem je nastao. Za dobrobit uokvirenoga djela okvir može biti prilagođen kako bi uključivao i zaštitno staklo i pozadinsku zaštitu.

## Uzroci propadanja
Često rukovanje, obnova dekoracije, modifikacija, atmosfersko zagađenje i propadanje neki su od brojnih činitelja koji potiču konzervatore i restauratore da se specijaliziraju za ovu problematiku. Iako je drvo najčešće korišten materijal, pojavljuju se i okviri od gipsa, stakla, plastike i metala. Svaki je od ovih materijala također podložan propadanju i oštećenjima.

### Skriveni nedostatci
Nedostatci materijala rabljena za izradu također su jedan od potencijalnih rizika. Drvo je, kao najčešći materijal okvirā, osjetljivo na okolišne uvjete u kojima se djelo nalazi. Podložno je napadu štetnika i općenitu propadanju zbog starenja materijala. Metali su skloni koroziji, plastika deformacijama, a staklo je osjetljivo na lomljenje.

### Vlaga i temperatura
Promjene u vlazi i temperaturi uzrok su iskrivljenja i pucanja. Zbog stezanja nosioca može doći i do otpadanja ornamentacije. Nadalje, propadanje okvira može štetiti i samoj uokvirenoj slici.

### Ljepilo
Propadanje ljepila koje je korišteno za sklapanje okvira može prouzročiti raspadanje okvira. Životinjska veziva osjetljiva su na promjene vlage i temperature, a to pak može biti uzrok iskrivljenja okvira.

### Delaminacija
Delaminacija je razmjerno česta pojava na pozlaćenim ili oslikanim okvirima. Vlaga koja putuje napuklinom u pozlati ili oslikom uzrokuje otpadanje pozlaćenih ili oslikanih slojeva.

### Zagađenje zraka
Industrijalizacija tijekom osamnaestog i devetnaestog stoljeća dovela je do povećane zagađenosti zraka u urbaniziranim područjima. Usprkos tomu što su čuvane u interijeru, i slike i okviri stradali su od oštećenja uzrokovanih zagađenjem.

## Konzervatorski postupci

### Preventivna zaštita
Najjednostavniji postupak preventivne zaštite okvira jest periodično oprašivanje, najčešće s pomoću kista ili nečega što upija: spužve ili meke krpe.

### Konzerviranje restauriranje
Nakon prve procjene stanja okvira treba utvrditi opseg eventualnog zahvata. Neke od faza rada na okviru jesu:
- Rastavljanje

U nekim slučajevima okvir se mora rastaviti. Tijekom ovog postupka može se vidjeti konstrukcija te strukturalni integritet okvira. Ovaj postupak ujedno olakšava i daljnji rad na predmetu.
- Čišćenje

Prvo se izvrše probe kako bi se ustanovio najbolji način rada. Od mogućih materijala spomenut ćemo triamonijev citrat, Plextol B500, etil-akrilat, EA, metil-metakrilat i MMA.
- Nadomještanje ukrasa i profilacije

Propala ili oštećena ornamentacija može se nadomjestiti ako je potrebno. Nerijetko se na predmetu nalaze grubo i loše načinjeni stari nadomjesci koje mogu sadržavati i izvorne dijelove. Ovisno o stanju, u rad se može uključiti i rezbar koji će rekonstruirati izgubljene dijelove profilacije, to jest mogu se nanovo odliti u gipsu ili ih se može retuširati reverzibilnom vrstom gipsa. Jedan od uobičajenih materijala jest i mješavina tutkala, smole, lanenog ulja i venecijanskog terpentina. Nakon što se ključni elementi ornamentacije obnove, treba podlijepiti i podlogu za pozlatu (gesso) vrućim zečjim tutkalom.
- Pozlata

 Nakon obnove ornamentacije kod pozlaćenih se okvira potom mora nanijeti sloj bolusa koji je pak mješavina obojene gline, veziva i masnoće, a služi kao podloga za nanošenje zlatnih listića. Bolus je obično crvene ili sive boje. Dakako, boja mora biti usklađena s bojom izvorno korištenog materijala. Treba specificirati koja će se vrsta pozlate upotrebljavati ili na mikstionu ili na polimentu. Pozlata na polimentu zahtjevnija je i skuplja inačica.
- Toniranje

Kada je pozlata postavljena, treba je toniranjem uskladiti s izvornom. To se najčešće izvodi vodenim bojama i tutkalom kao vezivom.